# Elecciones al Consejo Nacional de Bután de 2018
Las elecciones al Consejo Nacional de Bután correspondientes a la formación de su III Legislatura, se celebraron el viernes  20 de abril de 2018.

## Sistema electoral
20 de los 25 miembros apartidistas de la cámara alta del Parlamento de Bután son elegidos por voto popular en las circunscripciones electorales de escrutinio mayoritario uninominal. Los cinco miembros restantes son nombrados por el Druk Gyalpo. Para poder postularse deben haberse graduado de una universidad reconocida.

## Resultados
| Dzongkhag                                                                                  | Candidato                       | Votos   | %     | Notas            |
| ------------------------------------------------------------------------------------------ | ------------------------------- | ------- | ----- | ---------------- |
| Bumthang                                                                                   | Nima                            | 3,513   | 59.22 | Reelecto         |
| Bumthang                                                                                   | Kencho Tshering                 | 2,419   | 40.78 |                  |
| Chukha                                                                                     | Sangay Dorji                    | 5,079   | 33.71 | Electo           |
| Chukha                                                                                     | Hem Kumar Ghalley               | 3,534   | 23.46 |                  |
| Chukha                                                                                     | Tshewang Lhamo                  | 2,458   | 16.31 |                  |
| Chukha                                                                                     | Kinlay Dorji                    | 1,725   | 11.45 |                  |
| Chukha                                                                                     | Pema Tenzin                     | 1,586   | 10.53 | Pierde su escaño |
| Chukha                                                                                     | Damcho Gyeltshen                | 684     | 4.54  |                  |
| Dagana                                                                                     | Surjaman Thapa                  | 2,636   | 18.89 | Electo           |
| Dagana                                                                                     | Birendra Chimoria               | 2,394   | 17.15 |                  |
| Dagana                                                                                     | Dawa Rigyel                     | 1,975   | 14.15 |                  |
| Dagana                                                                                     | Kinzang Gyaltshen               | 1,115   | 7.99  |                  |
| Dagana                                                                                     | Tenzin Samdrup                  | 1,107   | 7.93  |                  |
| Dagana                                                                                     | Suraj Pradhan                   | 1,091   | 7.82  |                  |
| Dagana                                                                                     | San Man Gurung                  | 1,060   | 7.59  |                  |
| Dagana                                                                                     | Birkha Bdr. Subba               | 925     | 6.63  |                  |
| Dagana                                                                                     | Sangay Thinley                  | 853     | 6.11  |                  |
| Dagana                                                                                     | Wangdi                          | 801     | 5.74  |                  |
| Gasa                                                                                       | Dorji Khandu                    | 547     | 36.20 | Electo           |
| Gasa                                                                                       | Phurb Dorji                     | 528     | 34.94 |                  |
| Gasa                                                                                       | Kinley Dorji                    | 436     | 28.86 |                  |
| Haa                                                                                        | Ugyen Namgay                    | 1,730   | 34.20 | Electo           |
| Haa                                                                                        | Tshering Dorji                  | 1,573   | 31.09 | Pierde su escaño |
| Haa                                                                                        | Ngawang Tobgay                  | 994     | 19.65 |                  |
| Haa                                                                                        | Tobgay                          | 762     | 15.06 |                  |
| Lhuntse                                                                                    | Tempa Dorji                     | 2,569   | 32.58 | Reelecto         |
| Lhuntse                                                                                    | Rinzin Rinzin                   | 2,149   | 27.25 |                  |
| Lhuntse                                                                                    | Jurme Tenzin                    | 1,378   | 17.48 |                  |
| Lhuntse                                                                                    | Kinga Penjor                    | 1,043   | 13.23 |                  |
| Lhuntse                                                                                    | Tenzin Jurmey                   | 746     | 9.46  |                  |
| Mongar                                                                                     | Sonam Pelzom                    | 2,406   | 13.47 | Electa           |
| Mongar                                                                                     | Tshering Wangchen               | 2,234   | 12.51 |                  |
| Mongar                                                                                     | Sonam Wangchuk                  | 2,129   | 11.92 | Pierde su escaño |
| Mongar                                                                                     | Naichu                          | 2,097   | 11.74 |                  |
| Mongar                                                                                     | Jamyang Loday                   | 1,509   | 8.45  |                  |
| Mongar                                                                                     | Yeshi Lhendup                   | 1,436   | 8.04  |                  |
| Mongar                                                                                     | Pema Dorji                      | 1,304   | 7.30  |                  |
| Mongar                                                                                     | Neten                           | 1,219   | 6.82  |                  |
| Mongar                                                                                     | Rinchen Dorji                   | 1,052   | 5.89  |                  |
| Mongar                                                                                     | Ugyen Dorji                     | 704     | 3.94  |                  |
| Mongar                                                                                     | Chimi Dorji                     | 673     | 3.77  |                  |
| Mongar                                                                                     | Tshering Penjor                 | 589     | 3.30  |                  |
| Mongar                                                                                     | Ugyen Tshering                  | 511     | 2.86  |                  |
| Paro                                                                                       | Ugyen Tshering                  | 4,763   | 43.41 | Electo           |
| Paro                                                                                       | Sonam Tashi                     | 2,491   | 22.70 |                  |
| Paro                                                                                       | Dawchu                          | 1,101   | 10.03 |                  |
| Paro                                                                                       | Ugyen Dorji                     | 985     | 8.98  |                  |
| Paro                                                                                       | Jangchub Dorji                  | 945     | 8.61  |                  |
| Paro                                                                                       | Chencho Dorji                   | 688     | 6.27  |                  |
| Pemagatshel                                                                                | Choining Dorji                  | 3,846   | 30.21 | Electo           |
| Pemagatshel                                                                                | Sonam Dhendup                   | 3,583   | 28.14 |                  |
| Pemagatshel                                                                                | Sherig Dentshog                 | 2,133   | 16.75 |                  |
| Pemagatshel                                                                                | Sangay Wangchuk                 | 1,821   | 14.30 |                  |
| Pemagatshel                                                                                | Jamtsho                         | 1,349   | 10.60 |                  |
| Punakha                                                                                    | Lhaki Dolma                     | 2,333   | 23.29 | Electa           |
| Punakha                                                                                    | Tshencho Wangdi                 | 1,511   | 15.08 |                  |
| Punakha                                                                                    | Namgay Wangchuk                 | 1,471   | 14.68 |                  |
| Punakha                                                                                    | Sonam                           | 1,267   | 12.65 |                  |
| Punakha                                                                                    | Kinley Wangchuk                 | 1,207   | 12.05 |                  |
| Punakha                                                                                    | Dechen Zangmo                   | 995     | 9.93  |                  |
| Punakha                                                                                    | Dechen Thaiye Dorji             | 727     | 7.26  |                  |
| Punakha                                                                                    | Rinchen Dorji                   | 507     | 5.06  |                  |
| Samdrup Jongkhar                                                                           | Jigme Wangchuk                  | 4,101   | 30.18 | Reelecto         |
| Samdrup Jongkhar                                                                           | Kelzang Phuntsho                | 2,989   | 22.00 |                  |
| Samdrup Jongkhar                                                                           | Tshelthrim Dukar                | 2,674   | 19.68 |                  |
| Samdrup Jongkhar                                                                           | Ugyen Dorji                     | 1,635   | 12.03 |                  |
| Samdrup Jongkhar                                                                           | Tshewang Tenzin                 | 1,105   | 8.13  |                  |
| Samdrup Jongkhar                                                                           | Sangay Tenzin                   | 1,085   | 7.98  |                  |
| Samtse                                                                                     | Tirtha Man Rai                  | 6,243   | 25.03 | Electo           |
| Samtse                                                                                     | Dhan Kumar Ghalley              | 4,829   | 19.36 |                  |
| Samtse                                                                                     | Ugyen Lama                      | 4,324   | 17.33 |                  |
| Samtse                                                                                     | Ngawang Nidup                   | 2,045   | 8.20  |                  |
| Samtse                                                                                     | Samten Lepcha                   | 1,833   | 7.35  |                  |
| Samtse                                                                                     | Badrinath Bhattarai             | 1,826   | 7.32  |                  |
| Samtse                                                                                     | Shadeo Rai                      | 1,758   | 7.05  |                  |
| Samtse                                                                                     | Chhatrapati Phuyel              | 1,289   | 5.17  |                  |
| Samtse                                                                                     | Narayan Dahal                   | 800     | 3.21  |                  |
| Sarpang                                                                                    | Anand Rai                       | 4,278   | 24.41 | Electo           |
| Sarpang                                                                                    | Pema Tashi                      | 3,736   | 21.32 |                  |
| Sarpang                                                                                    | Tshering Norbu                  | 3,590   | 20.49 |                  |
| Sarpang                                                                                    | Dhan Bdr. Monger                | 2,455   | 14.01 | Pierde su escaño |
| Sarpang                                                                                    | Ugyen Tshering Dorji            | 1,743   | 9.95  |                  |
| Sarpang                                                                                    | Tshering Penjor                 | 868     | 4.95  |                  |
| Sarpang                                                                                    | Khari Lal Gurung                | 854     | 4.87  |                  |
| Thimphu                                                                                    | Tshewang Rinzin                 | 2,117   | 27.80 | Electo           |
| Thimphu                                                                                    | Tshokey Dorji                   | 1,936   | 25.43 |                  |
| Thimphu                                                                                    | Nima Gyeltshen                  | 1,586   | 20.83 | Pierde su escaño |
| Thimphu                                                                                    | Sangay Tshering                 | 1,214   | 15.94 |                  |
| Thimphu                                                                                    | Leki Tshering                   | 761     | 9.99  |                  |
| Trashigang                                                                                 | Lhatu                           | 4,284   | 20.53 | Electo           |
| Trashigang                                                                                 | Jamyang                         | 3,974   | 19.04 |                  |
| Trashigang                                                                                 | Sonam Tobgay R                  | 3,867   | 18.53 |                  |
| Trashigang                                                                                 | Ugyen Dorji                     | 3,557   | 17.05 |                  |
| Trashigang                                                                                 | Chheki Wangchuk                 | 2,494   | 11.95 |                  |
| Trashigang                                                                                 | Pema Wangda                     | 1,404   | 6.73  |                  |
| Trashigang                                                                                 | Ugyen Phuntsho                  | 1,288   | 6.17  |                  |
| Trashiyangtse                                                                              | Karma Gyeltshen                 | 1,952   | 21.80 | Electo           |
| Trashiyangtse                                                                              | Thinley                         | 1,833   | 20.47 |                  |
| Trashiyangtse                                                                              | Phurpa Gyeltshen                | 1,799   | 20.09 |                  |
| Trashiyangtse                                                                              | Ngawang Tashi                   | 1,524   | 17.02 |                  |
| Trashiyangtse                                                                              | Sonam Tenzin                    | 1,221   | 13.64 |                  |
| Trashiyangtse                                                                              | Tashi Phuntsho                  | 625     | 6.98  | Pierde su escaño |
| Trongsa                                                                                    | Tashi Samdrup                   | 2,309   | 40.81 | Electo           |
| Trongsa                                                                                    | Tharchen                        | 2,005   | 35.44 | Pierde su escaño |
| Trongsa                                                                                    | Gyem Dorji                      | 1,344   | 23.75 |                  |
| Tsirang                                                                                    | Dhan Kumar Sunwar               | 2,825   | 21.03 | Electo           |
| Tsirang                                                                                    | Nado Rinchen                    | 1,401   | 10.43 |                  |
| Tsirang                                                                                    | Nim Karma Sherpa                | 1,352   | 10.06 |                  |
| Tsirang                                                                                    | Kencho Wangmo                   | 1,117   | 8.31  |                  |
| Tsirang                                                                                    | Ramesh Chhetri Bhandari         | 1,105   | 8.22  |                  |
| Tsirang                                                                                    | Lok Nath Tiwari                 | 1,100   | 8.19  |                  |
| Tsirang                                                                                    | Tashi Norbu                     | 945     | 7.03  |                  |
| Tsirang                                                                                    | Tara Bir Ch0wan                 | 855     | 6.36  |                  |
| Tsirang                                                                                    | Sangay Tamang                   | 770     | 5.73  |                  |
| Tsirang                                                                                    | Hom Nath Thapa                  | 712     | 5.30  |                  |
| Tsirang                                                                                    | Migma Dorji Lama                | 674     | 5.02  |                  |
| Tsirang                                                                                    | Sonam Tobgay                    | 579     | 4.31  |                  |
| Wangdue Phodrang                                                                           | Tashi Dorji                     | 4,995   | 41.12 | Reelecto         |
| Wangdue Phodrang                                                                           | Passang Thrinlee                | 3,751   | 30.88 |                  |
| Wangdue Phodrang                                                                           | Dawa Tshering                   | 1,618   | 13.32 |                  |
| Wangdue Phodrang                                                                           | Rada Wangchuk                   | 1,357   | 11.17 |                  |
| Wangdue Phodrang                                                                           | Thinley                         | 427     | 3.51  |                  |
| Zhemgang                                                                                   | Pema Dakpa                      | 2,639   | 29.98 | Reelecto         |
| Zhemgang                                                                                   | Dorji Cheten                    | 2,182   | 24.79 |                  |
| Zhemgang                                                                                   | Sonam Leki                      | 1,894   | 21.52 |                  |
| Zhemgang                                                                                   | Rinchen                         | 1,217   | 13.83 |                  |
| Zhemgang                                                                                   | Sangay Dorji                    | 870     | 9.88  |                  |
| Total                                                                                      | Total                           | 234,535 | 100   |                  |
| Votos registrados/participación                                                            | Votos registrados/participación | 432,030 | 54.29 |                  |
| Fuente: Election Commission of Bhutan Archivado el 21 de abril de 2018 en Wayback Machine. |                                 |         |       |                  |